# Christian Jungersen

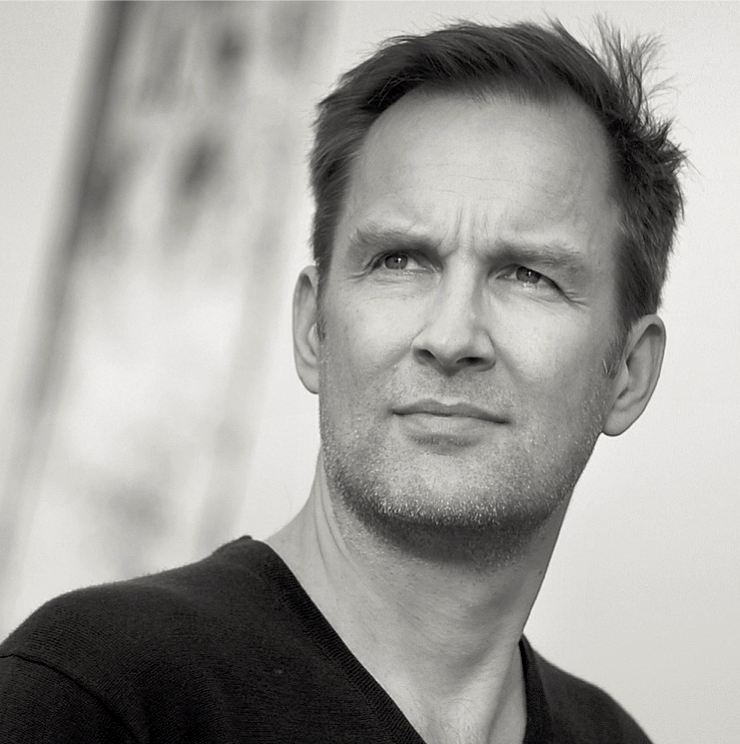
Christian Jungersen

Christian Jungersen (Kopenhagen, 10 juli 1962) is een Deens schrijver.
Jungersen debuteerde in 1999 met de roman Krat (Kreupelhout), die bekroond werd met BogForums Debutantspris. In 2004 kwam zijn tweede boek uit, Undtagelsen (De uitzondering), waarvoor hij onder andere De Gyldne Laurbær won, de prijs van de vereniging van Deense boekhandelaren. De rechten van dit boek zijn aan vijftien landen verkocht. Beide boeken zijn ook in het Nederlands vertaald.
De uitzondering werd in 2009 door de lezers van de Deense krant Berlingske Tidende verkozen tot beste Deense roman uit de jaren 2000-2009.
In 2012 kwam Jungersens derde boek uit Du forsvinder (Je verdwijnt). Het boek kreeg lovende recensies in verschillende Deense kranten en stond hoog in de bestsellerslijsten. Het boek is in het Nederlands verschenen onder de titel Ik heb je zien verdwijnen.
- Bibsys: 3860
- Biblioteca Nacional de España: XX4713288
- Bibliothèque nationale de France: cb135472115 (data)
- Gemeinsame Normdatei: 131465538
- International Standard Name Identifier: 0000 0001 1562 5845
- Library of Congress Control Number: no00019407
- Nationale Bibliotheek van Letland: 000344058
- Nederlandse Thesaurus van Auteursnamen: 246008733
- Système universitaire de documentation: 111324858
- Virtual International Authority File: 24765833
- WorldCat: E39PBJvhpR8mWYBqHmp8v8c9Dq